# Brita Grep
Brita Grep, född den 15 oktober 1891, död den 16 december 1968, var en svensk heraldisk konstnär.
Hon utbildade sig 1911–14 vid Tekniska skolan där hon genomgick den högre konstindustriella avdelningen. Hon undervisades där av Sofia Gisberg vilket kan ha lett in henne på den heraldiska banan. Genom skolans rektor Thor Thorén kom hon i kontakt med riksheraldiker Adam Lewenhaupt och från 1917 anlitades hon flitigt av Riksheraldikerämbetet.
Under sin tid vid Riksheraldikerämbetet utförde hon alla officiella ritningar som utgick därifrån, däribland vapen för landskap, län och kommuner. Efter 25 års tjänst mottog hon 1942 Vasamedaljen.